# Fettmyren
Fettmyren este o arie protejată (arie specială de conservare — SAC, sit de importanță comunitară — SCI) din Suedia întinsă pe o suprafață de 34 ha, integral pe uscat.

## Localizare
Centrul sitului Fettmyren este situat la coordonatele 62°54′16″N 15°25′56″E / 62.9045°N 15.4321°E.

## Înființare
Situl Fettmyren a fost declarat sit de importanță comunitară în ianuarie 2002 pentru a proteja 2 specii de plante. Situl a fost protejat și ca arie specială de conservare în martie 2011.

## Biodiversitate
Situată în ecoregiunea boreală, aria protejată conține 6 habitate naturale: Cursuri de apă de la nivel de câmpie la nivel montan, cu vegetație Ranunculion fluitantis și Callitricho-Batrachion, Mlaștini turboase de tranziție și turbării mișcătoare, Izvoare fino-scandinave și mlaștini produse de izvoare bogate în minerale, Mlaștini împădurite, Mlaștini alcaline, Taiga vestică.
La baza desemnării sitului se află mai multe specii protejate de  plante (2): Hamatocaulis vernicosus, ochii-șoricelului (Saxifraga hirculus).